# Actinote catopasta
Actinote catopasta är en fjärilsart som beskrevs av Jordan 1910. Actinote catopasta ingår i släktet Actinote och familjen praktfjärilar. Inga underarter finns listade i Catalogue of Life.